# Высокофункциональный аутизм
Высокофункциона́льный аути́зм (англ. high-functioning autism, сокращённо HFA) — общее нарушение психического развития, одна из форм аутизма. Термин относится к людям с аутизмом, чей коэффициент интеллекта (IQ) больше 70, поэтому их когнитивные способности оцениваются как «высокофункциональные». Характерными чертами высокофункционального аутизма считаются трудности в социальных навыках и некоторая неуклюжесть, а также задержки в речевом развитии, характерные и для некоторых других форм аутизма.
В настоящий момент спорным является вопрос о том, существуют ли отличия высокофункционального аутизма от синдрома Аспергера, так что многие врачи и исследователи объединяют эти понятия. Высокофункциональный аутизм не включён в психиатрические классификаторы МКБ-10 и DSM-5.

## Классификация
Высокофункциональный аутизм относится к расстройствам аутистического спектра, которые представляют собой общие расстройства развития и характеризуются нарушениями в сфере социального взаимодействия, ограниченными интересами и стереотипиями. Высокофункциональный аутизм чаще диагностируется у мужчин, чем у женщин.

## Характеристики
Высокофункциональный аутизм является нарушением развития нервной системы, основные симптомы которого схожи с симптомами при синдроме Аспергера. Определяющей характеристикой клиницисты чаще всего называют значительную задержку в развитии речи у больных в возрасте до трёх лет, в то время как диагностические критерии синдрома Аспергера исключают общую задержку речи. Однако существует ряд различий между высокофункциональным аутизмом и синдромом Аспергера, в числе которых следующие:
- У людей с высокофункциональным аутизмом выше показатель коэффициента интеллекта (IQ);
- У лиц с синдромом Аспергера (в отличие от высокофункционального аутизма) наблюдается отставание в мелкой моторике;
- По сравнению с высокофункциональным аутизмом, синдром Аспергера характеризуется значительным дефицитом в невербальных способностях, например, в решении зрительно-пространственных задач и при зрительно-моторной координации;
- Люди с высокофункциональным аутизмом имеют не такие высокие вербальные способности, как люди с синдром Аспергера;
- Согласно некоторым исследованиям, синдром Аспергера, в отличие от высокофункционального аутизма, характеризуется нарушением невербального обучения, однако существуют противоречащие данные;
- Лица с высокофункциональным аутизмом обычно имеют более широкий круг интересов;
- При высокофункциональном аутизме люди меньше способны к эмпатии;

Лица с расстройствами аутистического спектра, в том числе с высокофункциональным аутизмом, часто подвержены повышенной тревожности.
Встречаются также и другие расстройства, часто сопутствующие высокофункциональному аутизму, например, депрессия, биполярное расстройство и обсессивно-компульсивное расстройство.

## Причины
Хотя в настоящий момент довольно мало известно о причинах аутизма, недавние исследования выявили структурные аномалии в определённых областях головного мозга. Части мозга, которые задействуются при социальном взаимодействии, включают миндалевидное тело, верхнюю височную борозду и орбитофронтальную кору. Другие аномалии наблюдались в хвостатом ядре, а также в значительном увеличении количества коркового серого вещества и атипичных связях между различными частями мозга.
Существует ошибочное мнение, что некоторые вакцины, например, против кори и паротита, могут вызвать аутизм. Это предубеждение было основано на исследовании, опубликованном Эндрю Уэйкфилдом, результаты которого были позднее признаны сфальсифицированными, однако некоторые родители все же отказались от вакцинации детей. В настоящее время отсутствуют научные доказательства связи аутизма с вакцинацией детей.

## Диагностика
Диагноз высокофункционального аутизма обычно ставится детям в возрасте до трёх лет, то есть раньше, чем синдром Аспергера. В то время как не существует единого общепринятого стандарта диагностики мера для высокофункционального аутизма, одной из наиболее часто используемых методик для раннего обнаружения заболевания является специальный тест на способность к социальной коммуникации. Если результаты теста показывают, что у человека вероятно наличие расстройства аутистического спектра, дальнейшая комплексная оценка может привести к диагностике высокофункционального аутизма. Некоторые характеристики, например, отсутствие зрительного контакта, также используются для выявления аутизма.

## Лечение
В настоящее время лечение высокофункционального аутизма заключается лишь в устранении отдельных симптомов расстройства. Например, для избавления от тревожности, которая часто сопутствует высокофункциональному аутизму, основным методом лечения является когнитивно-поведенческая терапия. Хотя этот метод показан для лечения повышенной тревожности, он не избавляет от остальных симптомов высокофункционального аутизма. Используется также вид когнитивно-поведенческой терапии, подразумевающий непосредственное участие родителей и учителей, действующих в роли социальных тренеров — этот метод считается более эффективным.
Существуют также особые методики, направленные на развитие навыков самообслуживания и самоуправления для повышения уровня независимости людей с высокофункциональным аутизмом. Улучшение навыков самоконтроля позволяет человеку быть более самостоятельным вместо того, чтобы всё время полагаться на внешний источник (родителя, учителя) для наблюдения или контроля.

## В культуре
В фильме режиссёра Гэвина О’Коннора «Расплата» главный герой по имени Кристиан Вольфф (в исполнении Бена Аффлека) имеет высокофункциональный аутизм.